# Nuculana takaoensis
Nuculana takaoensis is een tweekleppigensoort uit de familie van de Nuculanidae. De wetenschappelijke naam van de soort is voor het eerst geldig gepubliceerd in 1936 door Otsuka.